# Mukesh
Mukesh Chand Mathur (22 de julio de 1923 en Nueva Delhi - 27 de agosto de 1976), conocido artísticamente como Mukesh, fue uno de los cantantes más famosos de la música playback o reproducción indio junto  Mohammed Rafi y Kishore Kumar. Además uno de los intérpretes más reconocidos por interpretar canciones de películas como de "Raj Kapoor" en la década de los años 1950 y 1960. Muchas veces aplicaba su voz para el actor Johnny Walker, para el doblaje de una de sus películas.

## Biografía
Mukesh nació en Ludhiana, hijo de Zorawar Chand Mathur, un ingeniero y Rani Chand. Fue el sexto de una familia de diez hermanos. El profesor de música que vino a casa para enseñarle a la hermana de Mukesh, Sundar Pyari, Mukesh también fue uno de sus alumnos desde que empezó a escuchar desde su habitación contigua. Mukesh dejó la escuela después del 10 º grado y trabajó brevemente para el Departamento de Obras Públicas. Él experimentó con grabaciones de voz durante su empleo en Nueva Delhi y poco a poco desarrolló sus habilidades para el canto.

## Carrera
La voz de Mukesh fue notado por primera vez por Motilal, un pariente lejano, cuando cantó para una boda de su hermana. Motilal lo llevó a Bombay e hizo arreglos para tomar clases de canto de Pandit Jagannath Prasad. Durante este período Mukesh se le ofreció un personaje para una película hindi titulada, Nirdosh (1941). Su primera canción fue "Dil Hi Ho Bujha Hua To" como actor y cantante de Nirdosh. Él consiguió su rotura como un cantante de playback o reproducción de Motilal en 1945 con la película de "Nazar Pehli", tema musical compuesta por Anil Biswas y letras escritas por Aah Sitapuri. La primera canción que cantó para una película en Hindi fue "Dil Hai Jalta Para jalne De".

## Filmografía
- Pehli Nazar  (1945)
- Mela  (1948)
- Aag  (1948)
- Andaz (1949)
- Awaara (1951)
- Aah (1953)
- Barsaat (1953)
- Shree 420 (1955)
- Parvarish  (1958)
- Phir Subaha Hogi (1958)
- Anari  (1959)
- Jis Desh Mein Ganga Behti Hai (1960)
- Chhalia (1960)
- Bumbai ka Babu (1960)
- Hum Hindustani (1960)
- Banjarin (1960)
- Mera Ghar Mere Bachhe (1960)
- HoneyMoon (1960)
- Phool Bane Angarey (1962)
- Aashiq (1962)
- Dil Hi To Hai (1963)
- Akeli Mat Jaiyo (1963)
- Parasmani (1963)
- Sangam (1964)
- Ishaara (1964)
- Himalay ki God Mein (1965)
- Lal Bungla (1966)
- Gunaho ka devta (1967)
- Raat Aur Din (1967)
- Saraswatichandra (1968)
- Sambandh  (1969)
- Vishwas (1969)
- Mera Naam Joker (1970)
- Anand (1971)
- ek Bar Muskura Do (1972)
- Dharam Karam (1975)
- Dus Numbari  (1975)
- Sanyasi (1975)
- Do Jasoos (1975)
- Kabhi Kabhie (1976)
- Darinda (1977)
- Dharam Veer (1977)
- Satyam Shivam Sundaram (1978)